# Kostel svatého Matouše (Lodž)
Kostel svatého Matouše v Lodži (pol. Kościół św. Mateusza w Łodzi) je evangelicko-luterský kostel ve Lodži. Vystavěn byl v novorománském slohu v první polovině 20. století.
Kostel je sídlem evangelické farnosti, založené roku 1929.

## Dějiny
Kostel byl vystavěn z iniciativy luterského pastora Wilhelma Piotra Angersteina (1848–1928). Slavnost položení základního kamene se konala 8. října 1909; dokončený kostel byl posvěcen 1. listopadu 1928.

## Architektura a vybavení kostela
Kostel je postaven na půdorysu řeckého kříže. Jeho věž, zakončená jehlanovou střechou, měří bezmála 80 metrů (díky ní je kostel nejvyšším protestantským kostelem v Polsku); na věži je zavěšeno šest litinových zvonů z roku 1924 a je vybavena věžními hodinami firmy Philipp Hörz z Ulmu. V apsidě se nachází alegorický obraz Roberta Lauda s ukřižovaným Kristem, k němuž směřují lidé ze všech stavů. V kostele se nachází největší kostelní lustr v Polsku s 241 svítidly. Vitráže transeptu, zobrazující zmrtvýchvstání a nanebevstoupení, patří k největším v Evropě. Varhany, vyrobené v Krnově, mají 60 rejstříků.

## Galerie

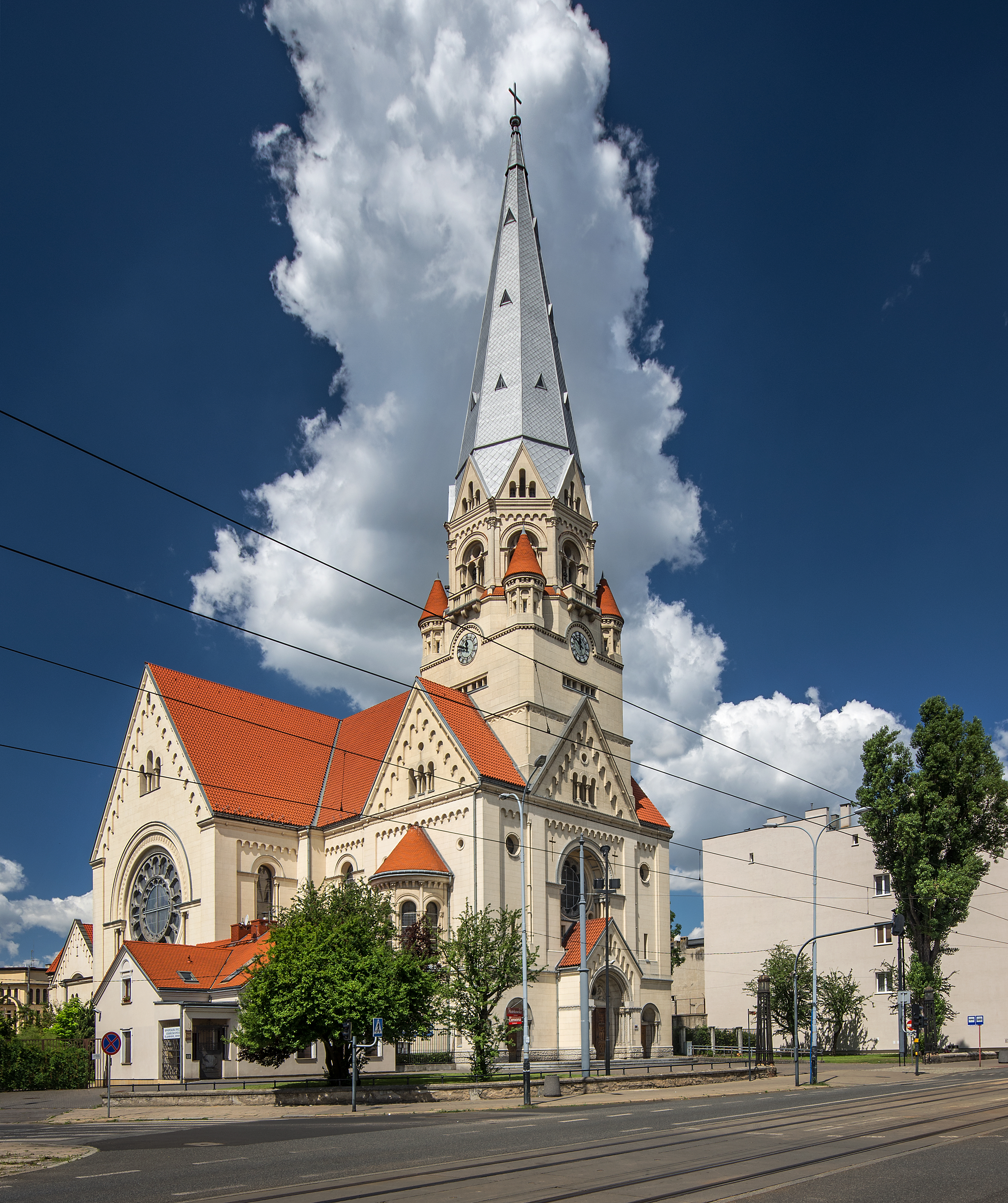
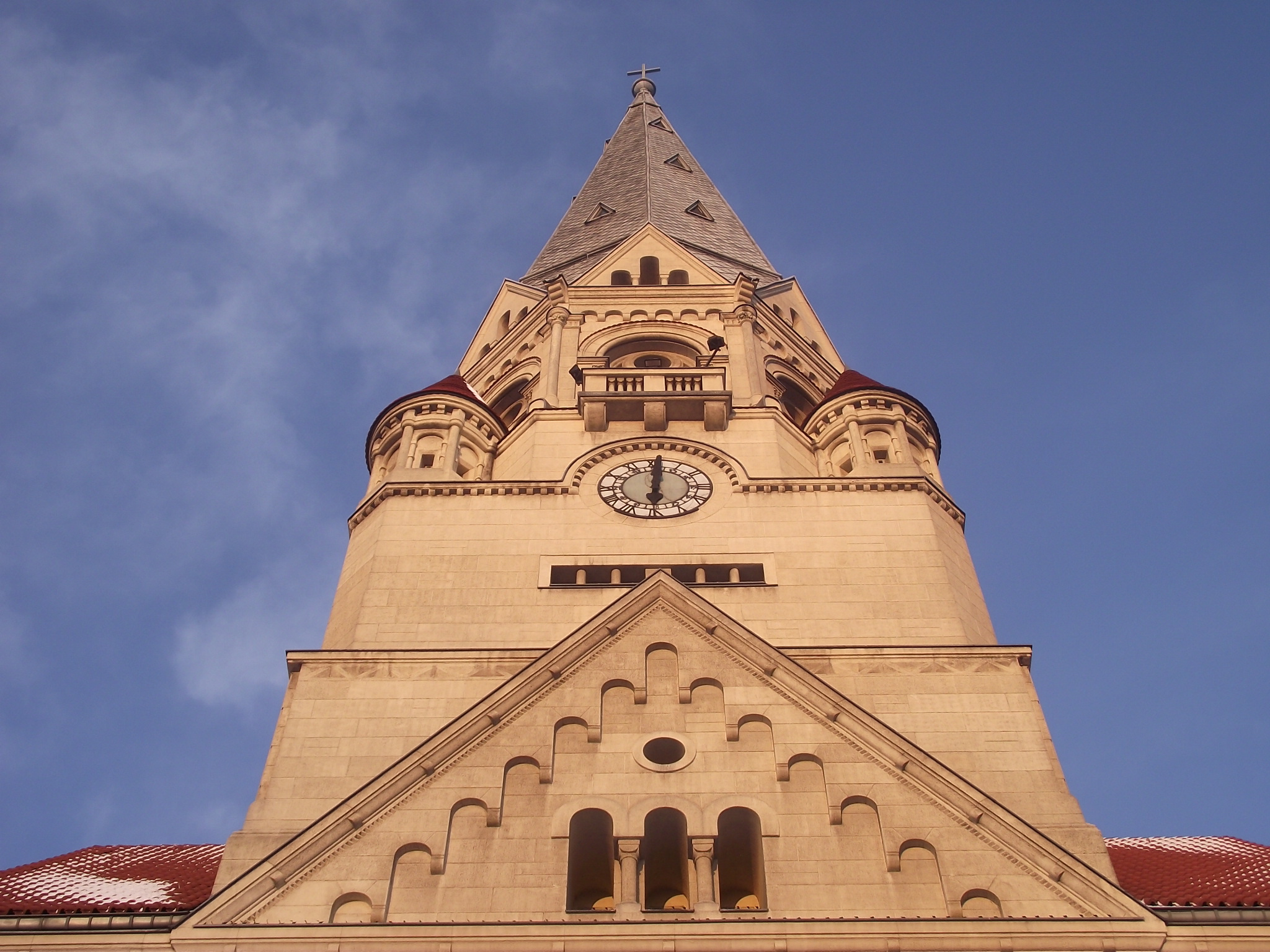
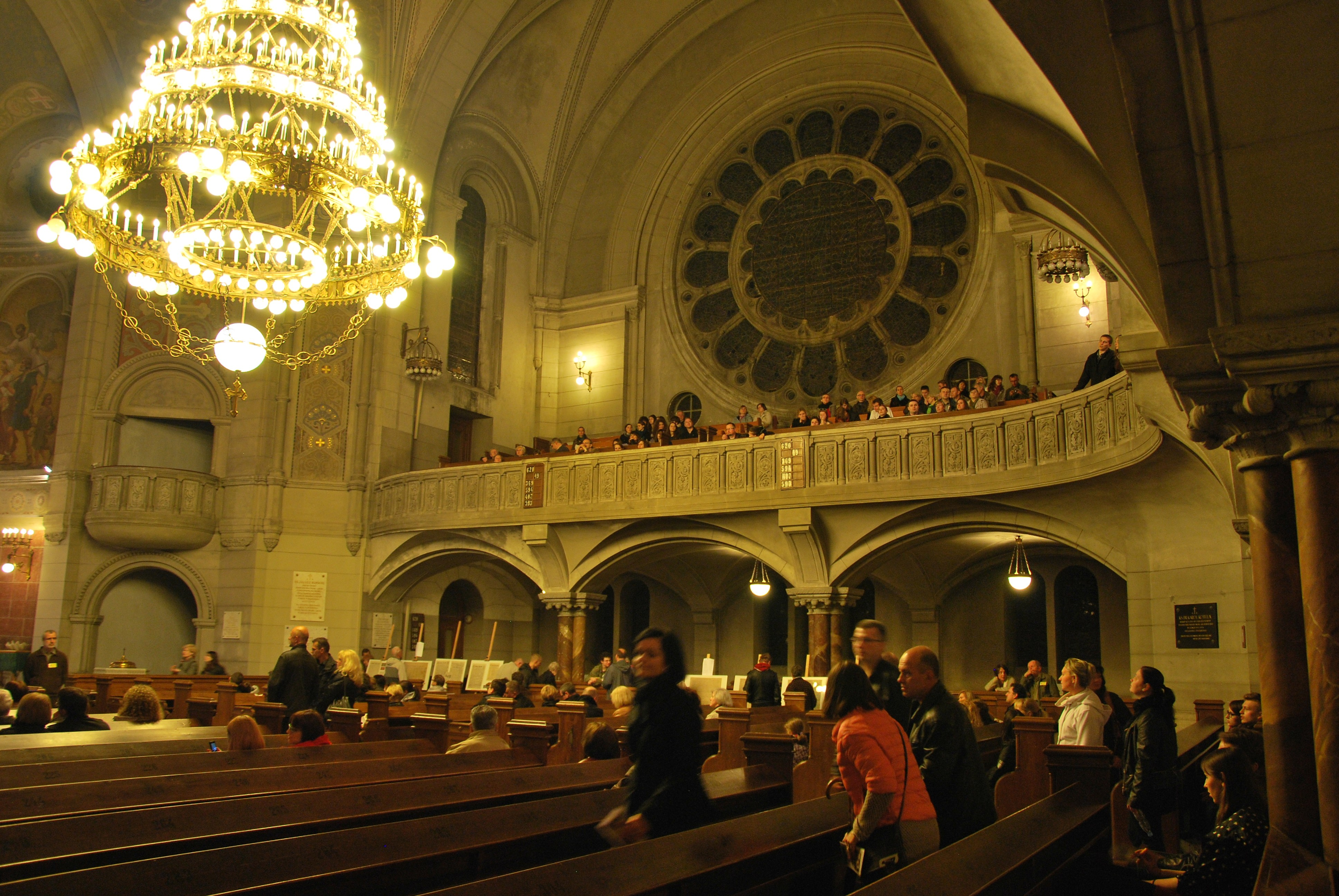
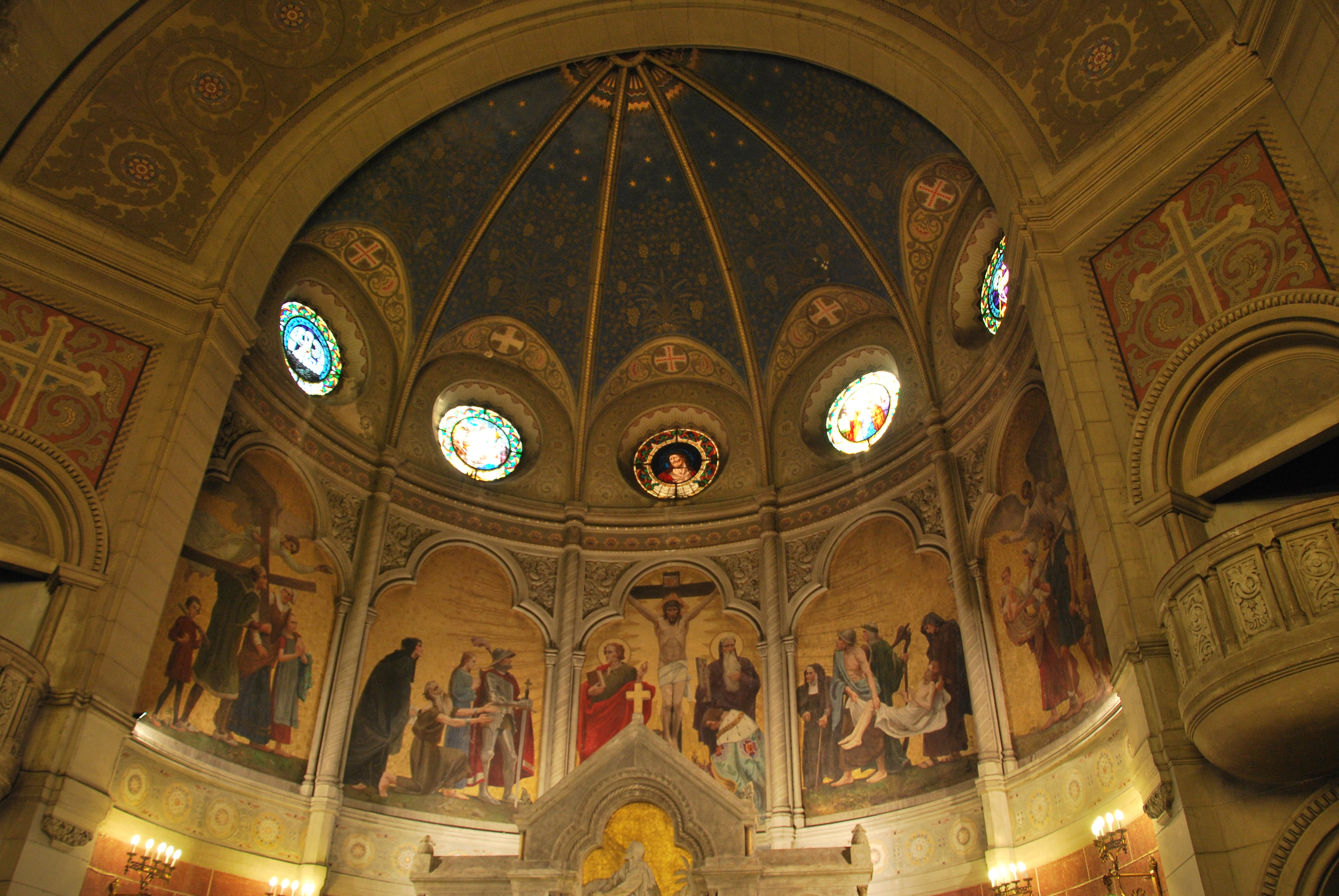